# Cal·lip de Macedònia
Cal·lip de Macedònia (Callippus, Κάλλιππος) fou un almirall del rei Perseu de Macedònia. Aquest almirall i un altre de nom Antènor, foren enviats pel rei a Tenedos, per protegir les provisions que venien de les illes egees cap a Macedònia.